# Suegos (Vicedo)
Suegos (llamada oficialmente Santa María de Suegos) es una parroquia española del municipio de Vicedo, en la provincia de Lugo, Galicia.

## Etimología
Este topónimo, documentado ya en el siglo XII como "Sancta Maria de Sueuos", indicaría un origen en un poblamiento por gente de etnia sueva.[cita requerida]

## Organización territorial
La parroquia está formada por catorce entidades de población:
- Abrela
- Corgos (Os Corgos)
- Encrucelada (A Encrucelada)
- Fabás
- Folgueiro (O Folgueiro)
- Fontao (O Fontao)
- Goexas (As Goexas)
- Lagar
- Pallaza (A Pallaza)
- Peón (O Peón)
- Pontide
- Torre (A Torre)
- Valdourido
- Viso (O Viso)

## Demografía
| Gráfica de evolución demográfica de Suegos entre 2000 y 2021 |
|                                                              |
| Datos según el nomenclátor publicado por el INE.             |